# Kolutkino (wieś)
Kolutkino (ros. Колюткино) – wieś (sieło) w Rosji, w obwodzie swierdłowskim, w rejonie biełojarskim. W 2010 liczyła 97 mieszkańców.